# Brudslöja (växt)
Brudslöja (Gypsophila paniculata) är en flerårig växt som framför allt odlas för sina blommor. Växten blir upp till en meter hög och bär vita blommor. Den är uppskattad som rabattväxt och används också som snittblomma, speciellt som utfyllnadsväxt i blombuketter. Växten torkas även och används som eternell.
Brudslöja härstammar från Mindre Asien.

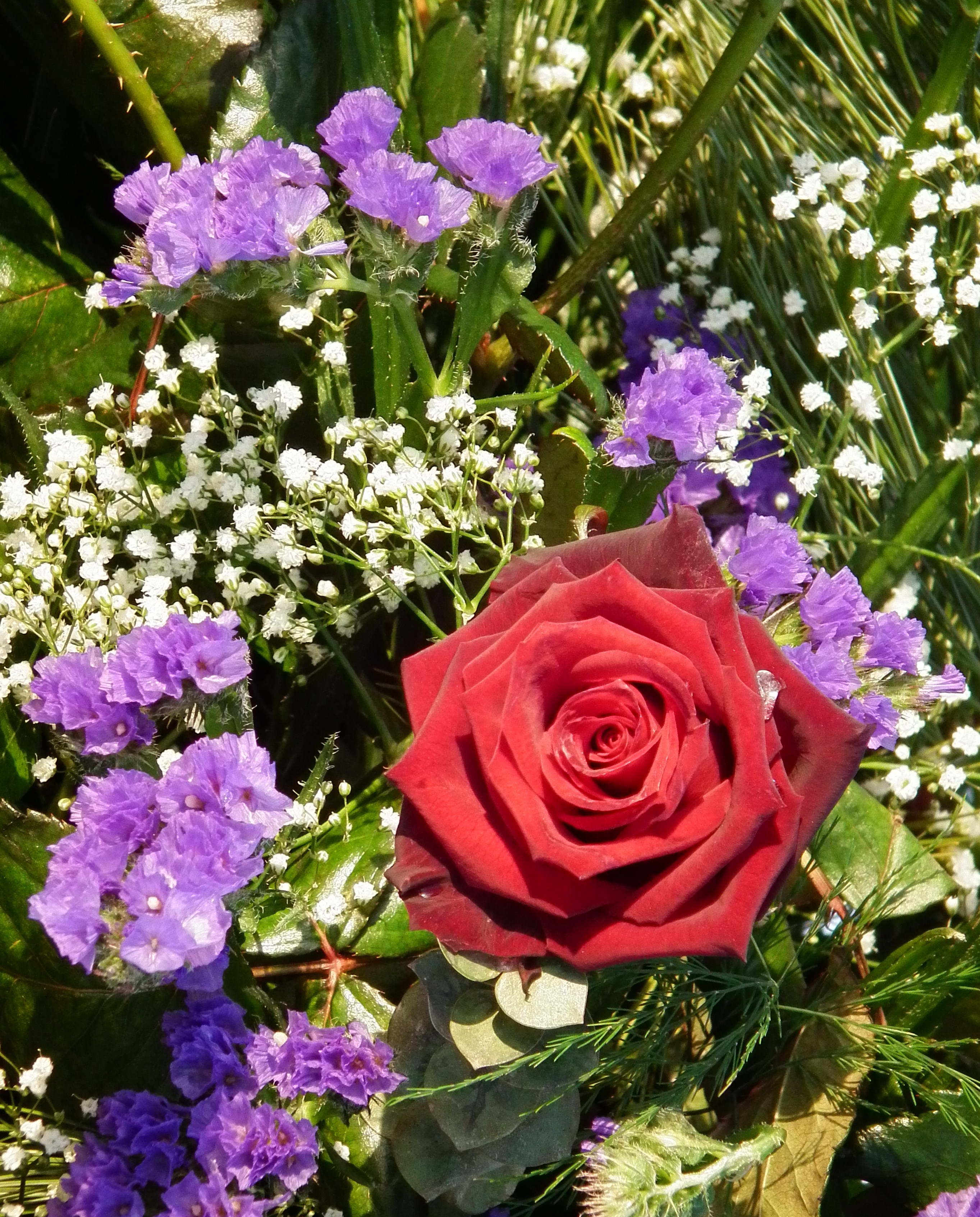
Brudslöja i en bukett med röda rosor.
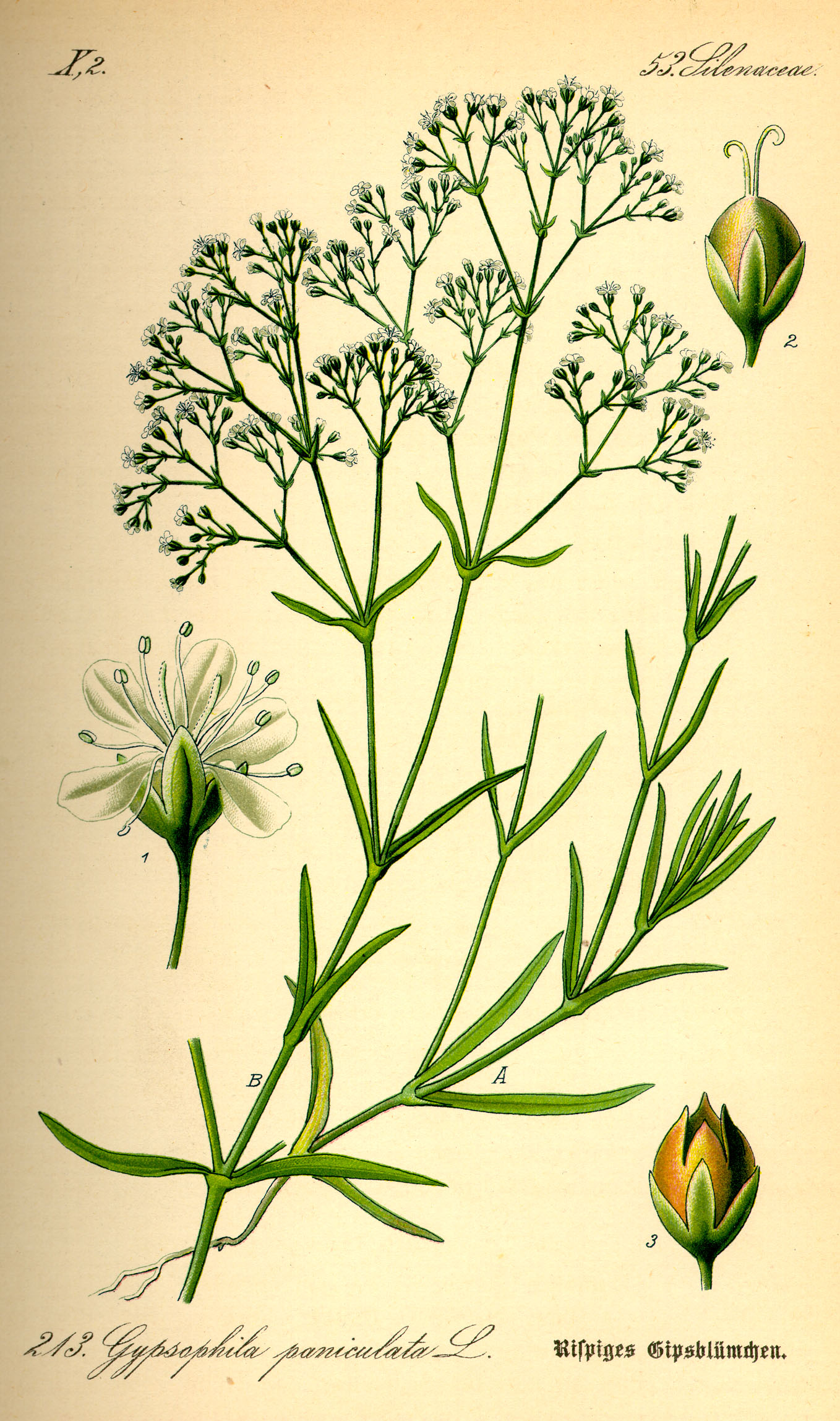
Illustration av Otto Wilhelm Thomé